# 陈盛欀
陈盛欀，湖廣承天（今湖北荆州）人，明朝政治人物。
恩贡出身。崇禎元年（1628年），擔任福建永安县知县。